# Zuixi
Zuixi (chinois : 觜宿, pinyin : zī xiù) est une loge lunaire de l'astronomie chinoise. Son étoile référente (c'est-à-dire celle qui délimite la frontière occidentale de la loge) est φ1 Orionis. La loge occupe une largeur approximative de 1 degré. L'astérisme associé à la loge contient, outre cette étoile, deux autres étoiles. En astrologie chinoise, cette loge est associée au groupe du tigre blanc de l'ouest.

## Source
- (en) Francis Richard Stephenson et David A. Green, Historical supernovae and their remnants, Oxford, Oxford University Press, 2002, 252 p. (ISBN 0198507666), page 18.